# Lijst van wereldkampioenen ploegentijdrit elite mannen
De ploegentijdrit voor mannen bij de elite stond van 1962 tot en met 2018 op het programma van de wereldkampioenschappen wielrennen.

## Geschiedenis
Het eerste WK wielrennen werd in 1921 gehouden in de Deense hoofdstad Kopenhagen. De tijdrit in ploegverband werd in 1962 ingevoerd, 32 jaar voor de introductie van de individuele tijdrit. Italië wist zich in 1962 in Salò tot eerste wereldkampioen ploegentijdrit te kronen. Tot en met 1994 stond de ploegentijdrit open voor nationale ploegen. Dat jaar werd deze discipline afgeschaft. In 2012 werd ze nieuw leven ingeblazen. Sedertdien werd er onder commerciële wielerploegen gestreden om de wereldtitel. In 2018 werd deze discipline wederom van de kalender gehaald. Het Belgische Quick-Step Floors werd de laatste laureaat. 

## Erelijst

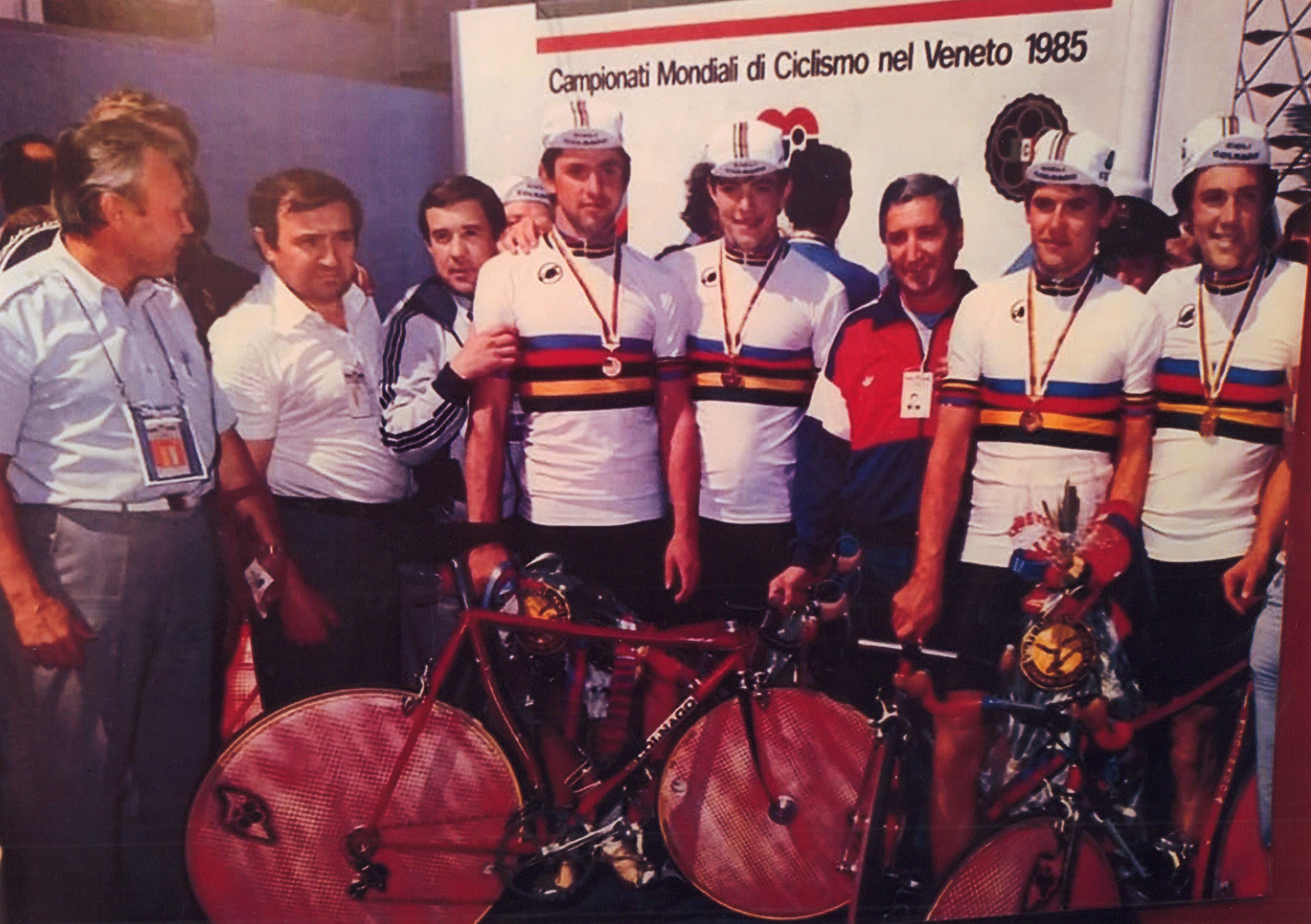
De winnende Sovjet-ploeg in 1985

| Jaar                          | Plaats                                      | Goud                                        | Zilver                                      | Brons                                       |
| 2018                          | Innsbruck                                   | Quick-Step Floors                           | Team Sunweb                                 | BMC Racing Team                             |
| 2017                          | Bergen                                      | Team Sunweb                                 | BMC Racing Team                             | Team Sky                                    |
| 2016                          | Doha                                        | Etixx-Quick-Step                            | BMC Racing Team                             | Orica-BikeExchange                          |
| 2015                          | Richmond                                    | BMC Racing Team                             | Etixx-Quick-Step                            | Movistar Team                               |
| 2014                          | Ponferrada                                  | BMC Racing Team                             | Orica-GreenEDGE                             | Omega Ph.-Quick-Step                        |
| 2013                          | Florence                                    | Omega Ph.-Quick-Step                        | Orica-GreenEDGE                             | Sky Procycling                              |
| 2012                          | Valkenburg                                  | Omega Ph.-Quick-Step                        | BMC Racing Team                             | Orica-GreenEDGE                             |
| 1995-2011: geen kampioenschap |                                             |                                             |                                             |                                             |
| 1994                          | Agrigento                                   | Italië                                      | Frankrijk                                   | Duitsland                                   |
| 1993                          | Oslo                                        | Italië                                      | Duitsland                                   | Zwitserland                                 |
| 1992                          | Geen kampioenschap (Olympische Zomerspelen) | Geen kampioenschap (Olympische Zomerspelen) | Geen kampioenschap (Olympische Zomerspelen) | Geen kampioenschap (Olympische Zomerspelen) |
| 1991                          | Stuttgart                                   | Italië                                      | Duitsland                                   | Noorwegen                                   |
| 1990                          | Utsunomiya                                  | Sovjet-Unie                                 | Oost-Duitsland                              | West-Duitsland                              |
| 1989                          | Chambéry                                    | Oost-Duitsland                              | Polen                                       | Sovjet-Unie                                 |
| 1988                          | Geen kampioenschap (Olympische Zomerspelen) | Geen kampioenschap (Olympische Zomerspelen) | Geen kampioenschap (Olympische Zomerspelen) | Geen kampioenschap (Olympische Zomerspelen) |
| 1987                          | Villach                                     | Italië                                      | Sovjet-Unie                                 | Oostenrijk                                  |
| 1986                          | Colorado Springs                            | Nederland                                   | Italië                                      | Oost-Duitsland                              |
| 1985                          | Giavera del Montello                        | Sovjet-Unie                                 | Tsjecho-Slowakije                           | Italië                                      |
| 1984                          | Geen kampioenschap (Olympische Zomerspelen) | Geen kampioenschap (Olympische Zomerspelen) | Geen kampioenschap (Olympische Zomerspelen) | Geen kampioenschap (Olympische Zomerspelen) |
| 1983                          | Altenrhein                                  | Sovjet-Unie                                 | Zwitserland                                 | Noorwegen                                   |
| 1982                          | Goodwood                                    | Nederland                                   | Zwitserland                                 | Sovjet-Unie                                 |
| 1981                          | Praag                                       | Oost-Duitsland                              | Sovjet-Unie                                 | Tsjecho-Slowakije                           |
| 1980                          | Geen kampioenschap (Olympische Zomerspelen) | Geen kampioenschap (Olympische Zomerspelen) | Geen kampioenschap (Olympische Zomerspelen) | Geen kampioenschap (Olympische Zomerspelen) |
| 1979                          | Valkenburg                                  | Oost-Duitsland                              | Polen                                       | Noorwegen                                   |
| 1978                          | Nürburg                                     | Nederland                                   | Sovjet-Unie                                 | Zwitserland                                 |
| 1977                          | San Cristóbal                               | Sovjet-Unie                                 | Italië                                      | Polen                                       |
| 1976                          | Geen kampioenschap (Olympische Zomerspelen) | Geen kampioenschap (Olympische Zomerspelen) | Geen kampioenschap (Olympische Zomerspelen) | Geen kampioenschap (Olympische Zomerspelen) |
| 1975                          | Yvoir                                       | Polen                                       | Sovjet-Unie                                 | Tsjecho-Slowakije                           |
| 1974                          | Montreal                                    | Zweden                                      | Sovjet-Unie                                 | Oost-Duitsland                              |
| 1973                          | Barcelona                                   | Polen                                       | Sovjet-Unie                                 | Zweden                                      |
| 1972                          | Geen kampioenschap (Olympische Zomerspelen) | Geen kampioenschap (Olympische Zomerspelen) | Geen kampioenschap (Olympische Zomerspelen) | Geen kampioenschap (Olympische Zomerspelen) |
| 1971                          | Mendrisio                                   | België                                      | Nederland                                   | Polen                                       |
| 1970                          | Leicester                                   | Sovjet-Unie                                 | Tsjecho-Slowakije                           | Nederland                                   |
| 1969                          | Zolder                                      | Zweden                                      | Denemarken                                  | Zwitserland                                 |
| 1968                          | Imola                                       | Zweden                                      | Zwitserland                                 | Italië                                      |
| 1967                          | Heerlen                                     | Zweden                                      | Denemarken                                  | Italië                                      |
| 1966                          | Nürburg                                     | Denemarken                                  | Nederland                                   | Italië                                      |
| 1965                          | San Sebastian                               | Italië                                      | Spanje                                      | Frankrijk                                   |
| 1964                          | Sallanches                                  | Italië                                      | Spanje                                      | België                                      |
| 1963                          | Ronse                                       | Frankrijk                                   | Italië                                      | Sovjet-Unie                                 |
| 1962                          | Salò                                        | Italië                                      | Denemarken                                  | Uruguay                                     |

## Medaillespiegel
| Plaats | Land              | Goud | Zilver | Brons | Totaal |
| 1      | Italië            | 7    | 3      | 4     | 14     |
| 2      | Sovjet-Unie       | 5    | 6      | 3     | 14     |
| 3      | België            | 5    | 1      | 2     | 8      |
| 4      | Zweden            | 4    | 0      | 1     | 5      |
| 5      | Nederland         | 3    | 2      | 1     | 6      |
| 6      | Oost-Duitsland    | 3    | 1      | 2     | 6      |
| 7      | Verenigde Staten  | 2    | 3      | 1     | 6      |
| 8      | Polen             | 2    | 2      | 2     | 6      |
| 9      | Duitsland         | 1    | 3      | 2     | 6      |
| 10     | Denemarken        | 1    | 3      | 0     | 4      |
| 11     | Frankrijk         | 1    | 1      | 1     | 3      |
| 12     | Zwitserland       | 0    | 3      | 3     | 6      |
| 13     | Australië         | 0    | 2      | 2     | 4      |
| 13     | Tsjecho-Slowakije | 0    | 2      | 2     | 4      |
| 15     | Spanje            | 0    | 2      | 1     | 3      |
| 16     | Noorwegen         | 0    | 0      | 3     | 3      |
| 17     | Groot-Brittannië  | 0    | 0      | 2     | 2      |
| 18     | Oostenrijk        | 0    | 0      | 1     | 1      |
| 18     | Uruguay           | 0    | 0      | 1     | 1      |
| Totaal | Totaal            | 34   | 34     | 34    | 102    |

1921 · 
1922 · 
1923 · 
1924 · 
1925 · 
1926 · 
1927 · 
1928 · 
1929 · 
1930 · 
1931 · 
1932 · 
1933 · 
1934 · 
1935 · 
1936 · 
1937 · 
1938 · 
1946 · 
1947 · 
1948 · 
1949 · 
1950 · 
1951 · 
1952 · 
1953 · 
1954 · 
1955 · 
1956 · 
1957 · 
1958 · 
1959 · 
1960 · 
1961 · 
1962 · 
1963 · 
1964 · 
1965 · 
1966 · 
1967 · 
1968 · 
1969 · 
1970 · 
1971 · 
1972 · 
1973 · 
1974 · 
1975 · 
1976 · 
1977 · 
1978 · 
1979 · 
1980 · 
1981 · 
1982 · 
1983 · 
1984 · 
1985 · 
1986 · 
1987 · 
1988 · 
1989 · 
1990 · 
1991 · 
1992 · 
1993 · 
1994 · 
1995 · 
1996 · 
1997 · 
1998 · 
1999 · 
2000 · 
2001 · 
2002 · 
2003 · 
2004 · 
2005 · 
2006 · 
2007 · 
2008 · 
2009 ·
2010 · 
2011 · 
2012 · 
2013 · 
2014 · 
2015 · 
2016 · 
2017 · 
2018 · 
2019 · 
2020 ·
2021 ·
2022 ·
2023 ·
2024 ·
2025 ·
2026